# Paolina-Hütte
Die Paolina-Hütte (italienisch Rifugio Paolina) ist eine im Sommer und Winter geöffnete private Schutzhütte und ein Berggasthaus in den Dolomiten in den italienischen Alpen.

## Lage und Umgebung
Die Paolina-Hütte liegt auf 2125 m s.l.m. Höhe am südwestlichen Hang des Rosengartens. Sie befindet sich auf dem Gebiet der Gemeinde Sèn Jan di Fassa im Trentino, nur wenige Meter von der Grenze zur Südtiroler Gemeinde Welschnofen entfernt, und liegt knapp 400 m oberhalb des Karerpasses und etwa 600 m oberhalb des Karersees. Von der Siedlung Karersee aus ist die Paolina-Hütte innerhalb weniger Minuten mit dem Paolina-Sessellift erreichbar, der direkt an der Hütte endet. Im Sommer bringt dieser die Wanderer ins Rosengartengebiet, während er im Winter Teil des Skigebiets Carezza – Karersee ist. Alternativ bietet sich eine einstündige Wanderung vom Karerpass oder von der Nigerstraße zur Paolina-Hütte an.
Im Sommer dient die Paolina-Hütte vielen Bergsteigern als Ausgangs- und Endpunkt für ihre Wanderungen und Klettertouren. So ist die „benachbarte“ Kölner Hütte über den sogenannten Hirzelsteig, der dem Westhang der Rosengartengruppe entlang führt, in 1¼ Stunden zu erreichen. In die andere Richtung benötigen geübte Wanderer ½ Stunde zum Christomannos-Denkmal an der Südspitze der Rosengartengruppe. Als Tagestouren von der Paolina-Hütte aus eignen sich je nach Kondition die Besteigung der über Klettersteige erschlossenen Rotwand (2806 m) und verschiedene Teilumrundungen der Rosengartengruppe, beispielsweise über die Vajolonscharte (2560 m), das Tschagerjoch (2630 m) oder den Santnerpass (2734 m), wobei letztere Tour, die an der Santnerpasshütte vorbeiführt, ebenfalls in Teilen ein Klettersteig ist.

## Geschichte
Die Hütte wurde 1954 von Sepp und Anna Pichler erbaut und wird seit 1978 von deren Sohn Hermann bewirtschaftet. In den 1980er-Jahren wurde der Speiseraum der Hütte erweitert, 2011 der alte Gastraum renoviert. Seit 2009 verfügt die Hütte über elektrischen Strom. Nach Angabe des Betreibers verfügt die Hütte über die höchstgelegene Panoramaterrasse im Rosengarten.